# Dyschoriste humilis
Dyschoriste humilis là một loài thực vật có hoa trong họ Ô rô. Loài này được Lindau mô tả khoa học đầu tiên năm 1894.

## Hình ảnh

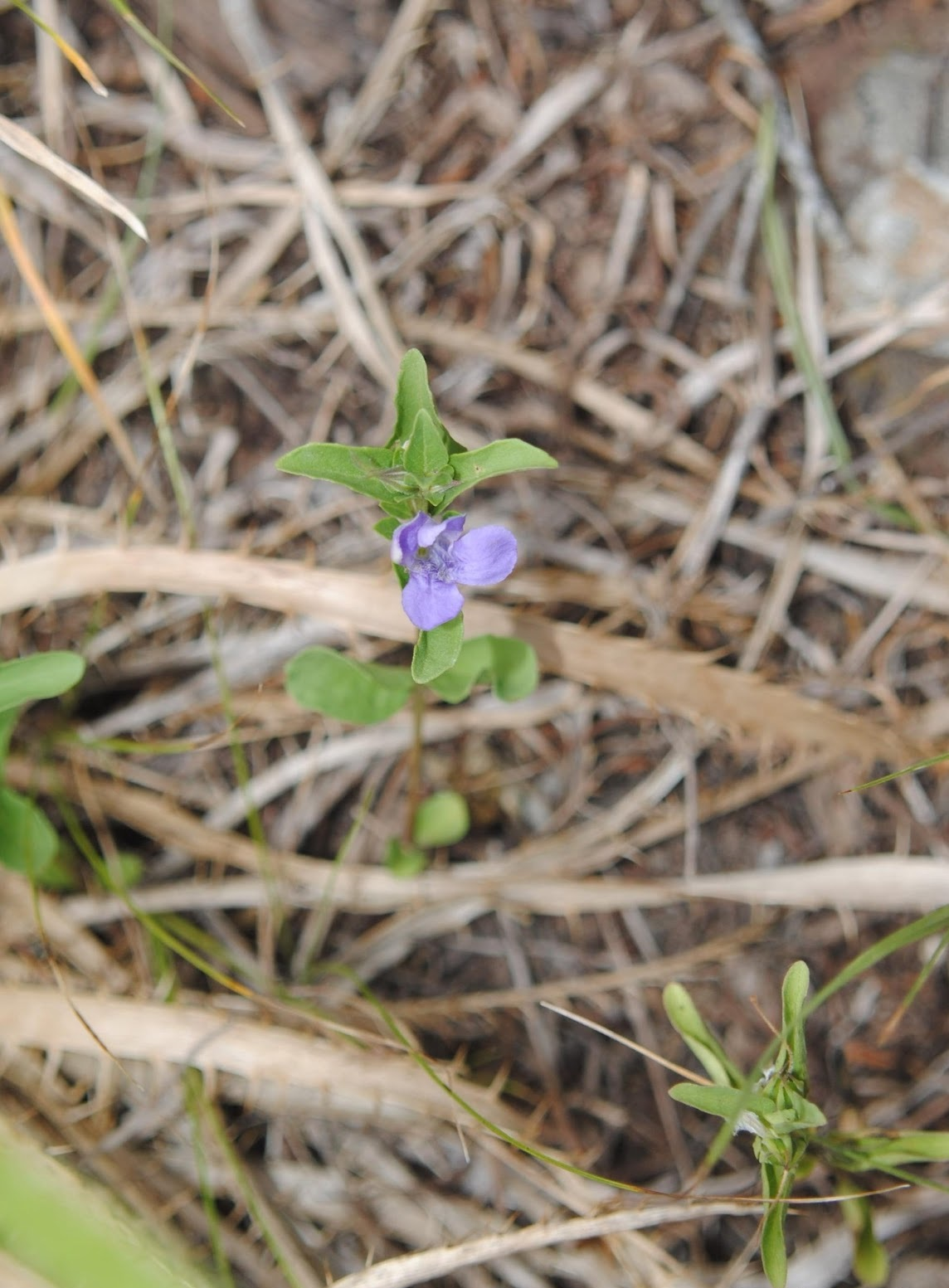
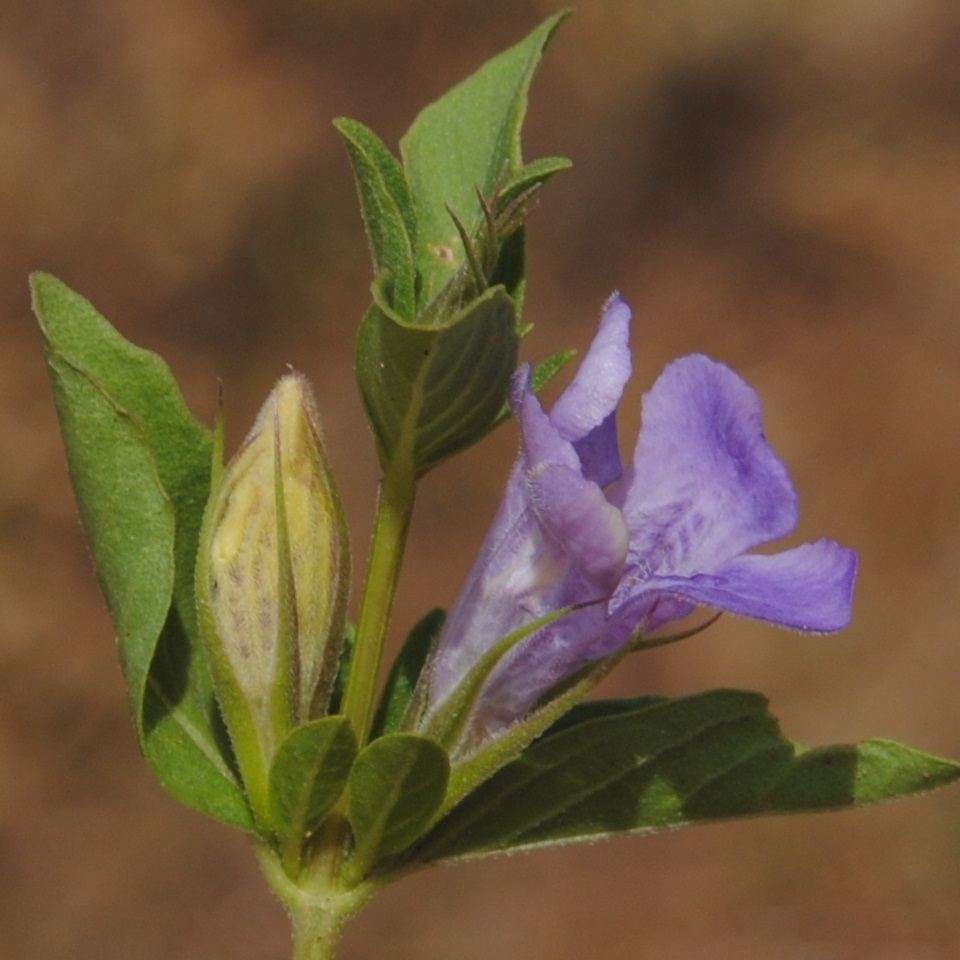